# Porto Inca (província)
Puerto Inca é uma província do Peru localizada na região de Huánuco. Sua capital é a cidade de Puerto Inca.

## Distritos da província
- Codo del Pozuzo
- Honoria
- Puerto Inca
- Tournavista
- Yuyapichis